# Sema Moritz
Sema Moritz (* in Ankara, bekannt unter dem Künstler-Namen Sema) ist eine deutsch-türkische Sängerin.

## Werdegang
Erste Erfolge hatte sie mit klassischer türkischer Musik in der Türkei. Danach lebte sie lange in Deutschland, wo sie in den 1970ern Mitglied im Türkischen Arbeiterchor Westberlin wurde. In Deutschland  studierte sie auch Gesang und Schauspiel. Mitte der 1980er war sie Sängerin des Ensembles Kreuzberger Freunde. 1989 gründete sie dann in Berlin zusammen mit ihrem Ehemann Dieter Moritz die Gruppe Taksim, die diverse Alben als CD (Deutschland) und MC (Türkei) veröffentlichte. 
Jazzstandards, experimentelle Musik und islamisch-mystische Gesänge interpretiert die Sängerin, die heute ihre Heimat als zwischen Berlin und Istanbul geteilt benennt, genauso wie türkische klassische Musik oder verjazzte Klassik. Sema Moritz steht in der im deutschsprachigen Bereich eher unbekannten türkischen Chanson-Tradition der 1920er bis 40er Jahre.
Semas CD „Ekho“ war lange Zeit nur in der Türkei erhältlich.

## Diskografie
- 1986: Çok Uzaklardan Geliyoruz. (We Come from Afar) LP. Ensemble Kreuzberger Freunde
- 1986: Şarkılarım Senin İçin (My Songs are for You). MC. Ensemble Kreuzberger Freunde
- 1992: Ich Höre Istanbul - Jazz A La Turka (İstanbul'u Dinliyorum, mit Taksim, Charlie Mariano u. a.).
- 1995: Şeyh Bedreddin Destanı (mit Tuncel Kurtiz, Dieter Moritz und Martin Lillich)
- 1995: Sihir - Zauber (mit Taksim)
- 1997: Hommage an Istanbul (mit Taksim)
- 1998: 21 Donnerrollen (mit Andres Bosshard, Raumklang-Architektur, Studio für Akustische Kunst des WDR / Köln)
- 1998: Lost goddess 3 try out. (mit Andres Bosshard)
- 1998: Gülnihal (İstanbul’u Dinliyorum, Sihir – eine Kompilation) (mit Taksim)
- 2003: Istanbul Uluslararası Müzik Festivali çerçevesinde Koç Müzesi’nde gerçekleşen konser kaydı
- 2005: Mystische Sufigesänge / İlahiler ve Nefesler
- 2006: EKHO - Efsane Hanımlar
- 2007: Ashura
- 2009: EKHO II - Efsane Hanımlar
- 2011: İstanbul'lu Efsane Hanımlar'ın Dillerindeki Şarkılar (1895–1940)